# Smooth Air
1. 東京のラジオ局J-WAVEで、毎週土曜に放送されるラジオ番組。下記参照。
2. 名古屋のラジオ局ZIP-FMで、毎週日曜深夜（月曜早朝）に放送されるラジオ番組。

Smooth Air（スムーズ・エア）は東京のFMラジオ局、J-WAVEで2004年4月から2008年3月29日まで、土曜日の朝5:00-6:00に放送されていた、スムーズジャズ専門番組である。ナビゲーターは、米国カリフォルニア州南部のラジオ局"THE WAVE"のデイヴ・コーズが担当している（なお東京側でもYUKOが進行をする）。
元々この時間は他局と同様、週末の行楽情報・アウトドア情報を流す番組が多く放送されてきたが、この番組は相当部分を音楽が占め、開局当時のJ-WAVEの番組編成を彷彿とさせるような内容で人気がある。
かつてヘッドラインニュース、交通情報、気象情報は、この番組内では「TOKYO INFORMATION」という枠でセットにされ、おおむね30分から20分おきに放送していた。
なおJ-WAVEと同じJAPAN FM LEAGUEメンバー局のZIP-FMにも同じ名前の番組があるが、無関係である。

## 番組の変遷
- 2004年4月：放送開始。米国フィラデルフィアのラジオ局"Smooth Jazz - WJJZ106.1"のビル・シンプソンが担当。放送時間は 5:00-8:00。東京側は当該時間帯担当のニュース・ウェザー担当アナウンサーがそのまま出演していた。
- 2004年10月：東京側のナビゲーターとしてバイリンガルナレーターとして数々のテレビCM等に起用されていたYUKOを起用。
- 2005年4月：米国側担当がロサンゼルスのラジオ局"KTWV - THE WAVE"のデイヴ・コーズに変更。同時に放送時間が5:00-7:00となり、1時間短縮。
- 2006年4月：放送時間が5:00-6:00となり、1時間短縮。1時間番組になった。
- 2008年3月：放送終了。